# Lasioloma phycophilum
Lasioloma phycophilum är en lavart som först beskrevs av Vain., och fick sitt nu gällande namn av R. Sant. 1952. Lasioloma phycophilum ingår i släktet Lasioloma och familjen Ectolechiaceae.   Inga underarter finns listade i Catalogue of Life.